# Bomis (spółka internetowa)
Bomis – spółka internetowa założona w 1996, której właścicielem jest założyciel Wikipedii Jimmy Wales. Do czasu powstania Wikimedia Foundation Bomis finansowo i poprzez nieodpłatne udostępnianie infrastruktury wspierała Wikipedię i powstałe później projekty siostrzane.